# Turkije op de Olympische Zomerspelen 1960
Turkije nam deel aan de Olympische Zomerspelen 1960 in Rome, Italië. De zeven gouden medailles betekenden een record voor Turkije. Dit aantal is tot op heden nog niet geëvenaard. Alle medailles werden in het worstelen behaald.

## Medailles

### 1Goud
- Müzahir Sille — worstelen, mannen Grieks-Romeins vedergewicht
- Mithat Bayrak — worstelen, mannen Grieks-Romeins weltergewicht
- Tevfik Kis — worstelen, mannen Grieks-Romeins halfzwaargewicht
- Ahmet Bilek — worstelen, mannen vrije stijl vlieggewicht
- Mustafa Dagistanli — worstelen, vrije stijl vedergewicht
- Hasan Güngör — worstelen, vrije stijl middengewicht
- Ismet Atli — worstelen, vrije stijl halfzwaargewicht

### 2Zilver
- Ismail Ogan — worstelen, vrije stijl weltergewicht
- Hamit Kaplan — worstelen, vrije stijl zwaargewicht

Afghanistan · Argentinië · Australië · Bahama's · België · Bermuda · Birma · Brazilië · Brits-Guiana · Bulgarije · Canada · Ceylon · Chili · Colombia · Cuba · Denemarken · Duits eenheidsteam · Ethiopië · Fiji · Filipijnen · Finland · Frankrijk · Ghana · Griekenland · Groot-Brittannië · Haïti · Hongarije · Hongkong · Ierland · IJsland · India · Indonesië · Irak · Iran · Israël · Italië · Japan · Joegoslavië · Kenia · Libanon · Liberia · Liechtenstein · Luxemburg · Malakka · Malta · Marokko · Mexico · Monaco · Nederland · Nederlandse Antillen · Nieuw-Zeeland · Nigeria · Noorwegen · Oeganda · Oostenrijk · Pakistan · Panama · Peru · Polen · Portugal · Puerto Rico · Roemenië · San Marino · Singapore · Soedan · Sovjet-Unie · Spanje · Suriname · Taiwan · Thailand · Tsjecho-Slowakije · Tunesië · Turkije · Uruguay · Venezuela · Verenigde Arabische Republiek · Verenigde Staten · Vietnam · West-Indische Federatie · Zuid-Afrika · Zuid-Korea · Zuid-Rhodesië · Zweden · Zwitserland